# Glikogen
Glikogen je polisaharid glukoze, koji u životinjskim stanicama služi za pohranu glukoze. Glikogen primarno nastaje u stanicama jetre i mišića, ali može nastati i u stanicama mozga i želuca. Glikogen je analogan škrobu, manje razgranatom polimeru glukoze kojeg nalazimo kod biljaka, te se često naziva životinjski škrob, dok mu je struktura slična amilopektinu. Glikogen se nalazi u obliku granula rasprostranjenih u citosol u različitih vrsta stanica, te ima važnu ulogu u ciklusu glukoze. 
Glukoza se iz glikogena brzo mobilizira i može poslužiti kao dostupan izvor energije pri naglim potrebama.

## Struktura i biokemija
Glikogen je jako razgranati polimer, koje se bolje opisuje kao dendrimer. Najviše jedinica glukoze je povezano α-1,4 glikozidnom vezom, dok je otprilike 1 od 12 jedinica glukoze povezana s α-1,6 glikozidnom vezom, pri čemu nastaje grananje lanca. Na reducirajućem kraju, molekula glikogena je vezana za protein glikogenin, koji je glikozil transferaza i nalazimo ga kao dimer u središtu granule. Granule glikogena sadrže glikogen i enzime sinteze (glikoneogeneza) i razgradnje (glikogenoliza) glikogena. Enzimi se nalaze između vanjskih grana molekule glikogena i djeluju na nereducirajuće krajeve. 

## Funkcija i regulacija glikogena u jetri
Nakon obroka, ugljikohidrati se probavljaju i apsorbiraju u probavnom sustavu, koncentracija glukoze u krvi raste i gušterača izlučuje inzulin. Glukoza putem portalne vene dolazi od jetrenih stanica, dok inzulin stimulira nekoliko enzima uključujući i glikogen-sintazu. Molekule glukoze vežu se na lance glikogen, sve dok je dovoljne koncentracije glukoze i inzulina.
Nakon što je obrok probavljen i koncentracija glukoze u krvi se smanjuje, smanjuje se i izlučivanje inzulina, što zaustavlja sintezu glikogena. Nekoliko sati nakon obroka glikogen se počinje razgrađivati i glukoza se otpušta u krvotok. Primarni enzim razgradnje glikogena je glikogen fosforilaza. 
Glukagon je hormon gušterače koji se luči kada padne koncentracija glukoze u krvi, a djeluje tako da potiče razgradnju glikogena.

## Funkcija glikogena u mišićima
U mišićnim stanicama glikogen ima ulogu izravnog izvora glukoze. Stanice mišića nemaju enzima glukoza-6-fosfataza, što znači da se stvorena glukoza ne može otpustiti u krvotok nego se koristi samo unutar stanice.

## Poremećaji metabolizma glikogena
Najčešća bolest u kojoj dolazi do poremećaja metabolizma glikogena je šećerna bolest (diabetes mellitus) kod koje zbog povišene koncentracije inzulina može doći do abnormalnog nakupljanja ili potrošnje glikogena.
Kod hipoglikemija uzrokovanih prevelikom količinom inzulina količina jetrenih glikogena je velika, ali visoka količina inzulina ne dopušta glikogenolizu nužnu za održavanja razine glukoza u krvi pa je potrebna primjena glukagona.
Glikogenoze su bolesti do kojih dolazi zbog poremećaja enzima koji sudjeluju u sintezi i razgradnji glikogena.

## Sinteza
Sinteza glikogena, glikogeneza, odvija se uz potrošnju energije, koja dolazi iz molekule UTPa. Glukoza-6-fostat (G6P), oblik u kojem glukoza ulazi u stanice,  postaje glukoza-1-fosfat (G1P) (djelovanjem enzima fosfoglukomutaze) na koju se veže molekula UTP-a, pri čemu nastaje UDP-glukoza. Proces katalizira enzim UDP-glukoza fosforilaza. Glikogen se sintetizira iz monomera UDP-glukoze enzimom glikogen-sintaza, koji produžuje glikogenski lanac. Kako enzima glikogen sintetaza može samo produžiti postojeći lanac, protein glikogenin potreban je za inicijaciju sinteze glikogena.

## Razgradnja
Glikogen se cijepa (glikogeneliza) na nereducirajućem kraju lanca, enzimom glikogen fosforilaza, pri čemu nastaju monomeri glukoza-1-fosfata, koji se dalje pretvaraju glukoza-6-fosfat (G6P). Poseban enzim zadužen je za uklanjanje alfa(1-6) veza, prilikom čega se grane pretvaraju u linearni polimer.
Nastale molekule G6P monomera mogu sudjelovati u nekoliko procesa:
- G6P molekule ulaze u proces glikolize gdje služe kao izvor energije
- G6P molekule mogu ući u pentoza fosfatni put preko enzima glukoza-6-fosfat dehidrogenaza pri čemu nastaje NADPH i pentoza.
- u stanicama jetre i bubrega, G6P se može defosforilirati u glukozu, enzimom glukoza-6-fosfataza, što je završni korak u procesu glukoneogeneze.